# 汉屯路街道
汉屯路街道，是中华人民共和国河南省洛陽市西工区下辖的一个乡镇级行政单位。

## 行政区划
汉屯路街道下辖以下地区：
健康新村社区、永昌路社区、芳林北社区和置隆花园社区。